# Brasilianische Beachhandball-Nationalmannschaft der Männer
Die brasilianische Beachhandball-Nationalmannschaft der Männer repräsentiert den brasilianischen Handballverband als Auswahlmannschaft auf internationaler Ebene bei Länderspielen im Beachhandball gegen Mannschaften anderer nationaler Verbände. Sowohl weltweit als auch auf kontinentaler Ebene ist die Mannschaft die erfolgreichste ihrer Sportart.
Als Unterbau fungieren die Nationalmannschaft der Junioren. Das weibliche Pendant ist die Brasilianische Beachhandball-Nationalmannschaft der Frauen.

## Geschichte
Beachhandball setzte sich in Brasilien überaus schnell durch. Nicht nur fand das erste Turnier für Nationalmannschaften 1995 in Rio de Janeiro statt, dort wurden 1998 und 1999 mit den Pan-Amerikanische Meisterschaften auch die ersten kontinentalen Meisterschaften der Welt ausgetragen. Die Brasilianer gewannen beide Titel, ebenso wie alle folgenden fünf Titel wenn sie teilnahmen, nur 2016 konnten sie nach mehreren Verschiebungen des Turniers aus Termingründen nicht antreten und die USA gewann den Titel. Auch nachdem sich auf Druck der Internationalen Handballföderation (IHF) im April 2019 die Pan-American Team Handball Federation (PATHF) auflöste und in den beiden Nachfolgeorganisationen Handballkonföderation Nordamerikas und der Karibik (NACHC beziehungsweise NORCA) und Süd- und mittelamerikanische Handballkonföderation (SCAHC beziehungsweise COSCABAL) aufging, setzte Brasilien bei der neuen kontinentalen Meisterschaft für Süd- und Mittelamerika seine Siegesserie 2019 und 2022 fort. Auch bei den Südamerikanischen Beach Games gewann Brasilien alle Titel bei seinen drei Teilnahmen.

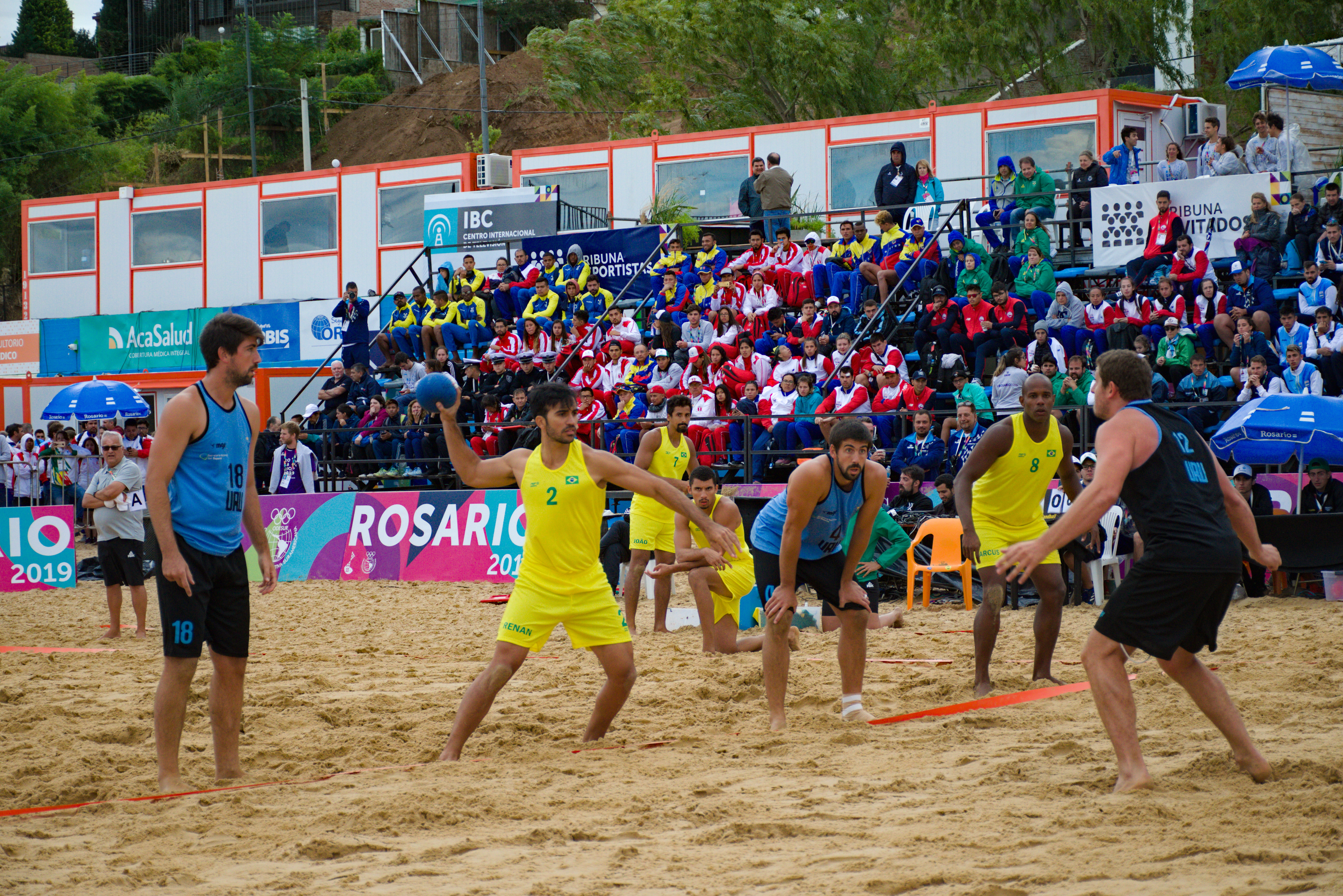
Finale der Südamerikanischen Beach Games 2019 gegen Uruguay

Nach dem frühen Engagement der Brasilianer verwundert es nicht, dass Brasilien 2001 zur ersten weltweiten Meisterschaft im Rahmen der World Games eingeladen wurde. Der sechste Rang unter den acht teilnehmenden Mannschaften sollte das schlechteste internationale Ergebnis der Mannschaft bleiben. Mit Bronzene gewann die Mannschaft auch sogleich ihre erste internationale Medaille. 2004 gehörte Brasilien auch zu den ersten teilnehmenden Mannschaften der Weltmeisterschaften. Mit dem neunten und damit letzten Platz erreichte Brasilien hier das schlechteste seiner internationalen Resultate. Auch bei den World Games 2005 belegte die Mannschaft nur den achten und damit letzten Platz. Von da an gewann Brasilien bei allen Weltmeisterschaften und World Games eine Medaille. Überhaupt ist Brasilien die einzige Mannschaft, die immer an diesen beiden wichtigsten Turnieren im internationalen Handball teilnahmen. 2006 gewann die Mannschaft ihren ersten WM-Titel, 2009 den ersten Titel bei den World Games. Auch die beiden folgenden Titel bei den World Games gingen an die Brasilianer, ebenso drei WM-Titel in Folge von 2010 bis 2014. 2018 folgte der fünfte Titel. Auch bei den 2019 erstmals ausgetragenen World Beach Games war Brasilien der erste Titelträger. Damit war das Land zu dem Zeitpunkt Titelträger aller drei weltweit ausgetragenen Turnieren sowie des kontinentalen Titels. Nach der COVID-19-Pandemiebedingten Auszeit mit mehreren Ausfällen internationaler Turniere gehörte Brasilien weiter zur absoluten Weltspitze im Beachhandball, doch Kroatien, neben Russland die einzige Mannschaft, die in den letzten 15 Jahren Brasilien ernsthaft Paroli bieten konnte, hatte nun die Spitze übernommen und ist Träger der Titel bei den Weltmeisterschaften und World Games 2022.

## Teilnahmen

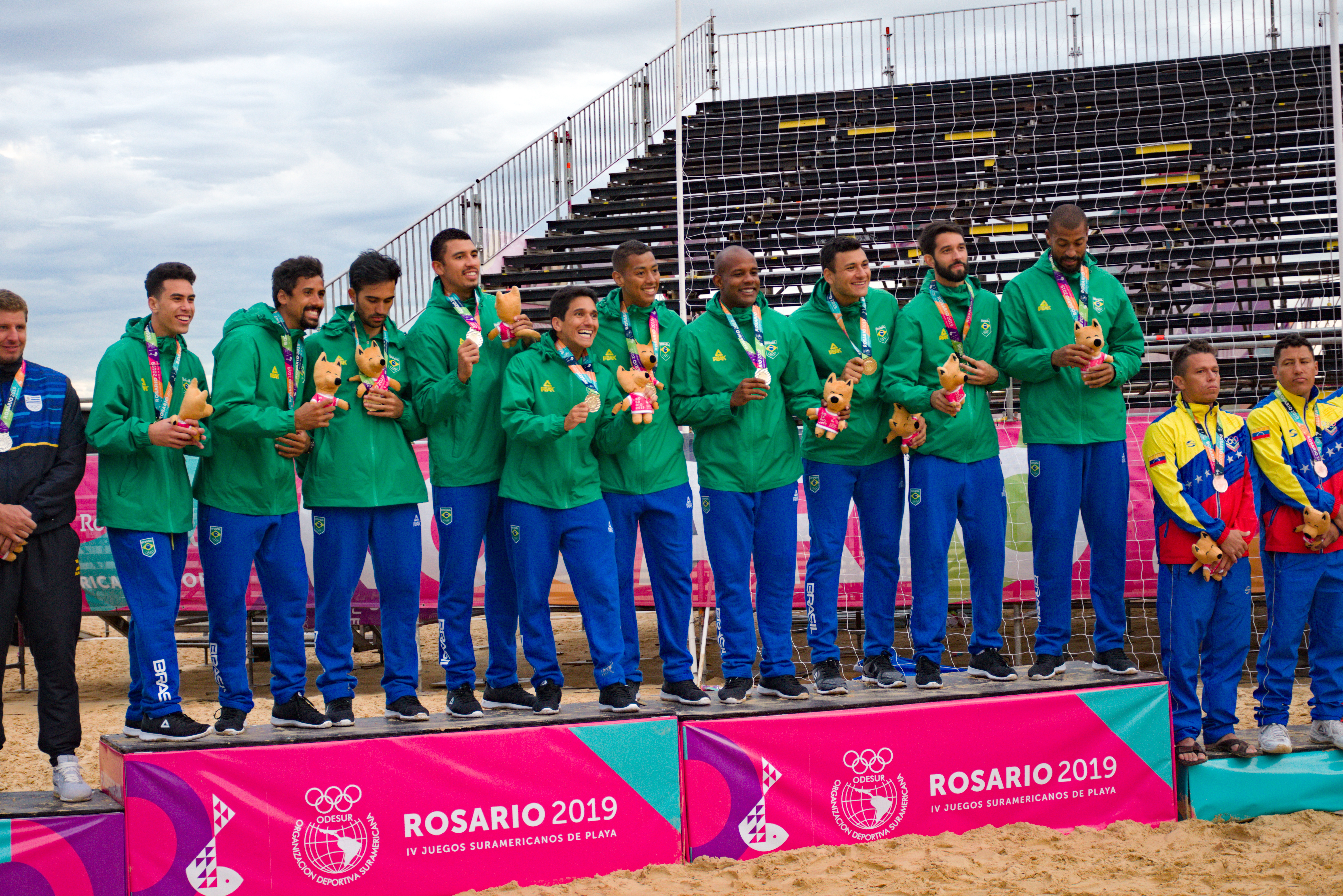
Die brasilianische Mannschaft bei der Siegerehrung der Südamerikanischen Beach Games 2019

| World Games - 2001: 3. - 2005: 8. - 2009: 1. - 2013: 1. - 2017: 1. - 2022: 3. World Beach Games - 2019: 1. - 2023: | Weltmeisterschaften - 2001: 3. - 2004: 9. - 2006: 1. - 2008: 2. - 2010: 1. - 2012: 1. - 2014: 1. - 2016: 2. - 2018: 1. - 2020: qualifiziert, abgesagt - 2022: 3. | Südamerikanische Beach Games - 2009: 1. - 2011: 1. - 2014: keine Teilnahme - 2019: 1. - 2023: | Pan-Amerikanische Meisterschaften - 1998: 1. - 1999: 1. - 2004: 1. - 2008: 1. - 2012: 1. - 2014: 1. - 2016: keine Teilnahme - 2018: 1. Süd- und Mittelamerikanische Meisterschaften - 2019: 1. - 2022: 1. |

- PAM 1998: Kader derzeit nicht bekannt

- PAM 1999: Kader derzeit nicht bekannt

- WG 2001 1: Garson Silva[2]

- PAM 2004: Kader derzeit nicht bekannt

- WM 2004: Kader derzeit nicht bekannt

- WG 2005: Kader derzeit nicht bekannt

- WM 2006: Kader derzeit nicht bekannt

- PAM 2008: Kader derzeit nicht bekannt

- WM 2008: Daniel Baldacin • Bruno Carlos de Oliveira • Wellington Novaes Alves Esteves • Jefte Leite Saraiva • Emanuel Paulo S. Gusmão • Antonio Djandro R. Nascimento • Gil Vicente Pires • Jarison Ribeiro Pereira • Anderson Pereira de Jesus • Cyrillo Rocha Paula Avelino[3]

- SABG 2009: Kader derzeit nicht bekannt

- WG 2009: Nailson Amaral • Daniel Baldacin • Bruno Carlos de Oliveira • Antonio Djandro R. Nascimento • Jefte Leite Saraiva • Wellington Novaes Alves Esteves • Jarison Ribeiro Pereira • Cyrillo Rocha Paula Avelino • Ânderson Souza Lima • Gil Vicente de Paes Pires

- WM 2010 1: Daniel Baldacin • Bruno Carlos de Oliveira • Jadson Felix Júnior • Jefte Leite Saraiva • Wellington Novaes Alves Esteves • Cyrillo Rocha Paula Avelino • Ânderson Souza Lima • Gil Vicente de Paes Pires[4]

- SABG 2011: Kader derzeit nicht bekannt

- PAM 2012: Kader derzeit nicht bekannt

- WM 2012: Nailson Amaral • Thiago Claudio • Wellington Novaes Alves Esteves • Bruno Carlos de Oliveira • Jarison Ribeiro Pereira • Emanuel Santana • Caio Santos • Jefte Leite Saraiva • Jaime Souza Torres • Diogo Silva Vieira[5]

- WG 2013: Nailson de Sousa do Amaral • Thiago Barcellos • Bruno Carlos de Oliveira • Gil Vicente Pires • Danilo Eugenio • Thiago Gusmão • Wellington Novaes Alves Esteves • Jarison Ribeiro Pereira • Jaime Souza Torres

- PAM 2014: Kader derzeit nicht bekannt

- WM 2014: Nailson de Sousa do Amaral • Thiago Barcellos • Thiago Claudio • Wellington Novaes Alves Esteves • Ânderson Souza Lima • Davi Nascimento • Bruno Carlos de Oliveira • Gil Vicente de Paes Pires • Jaime Souza Torres • Diogo Silva Vieira[6]

- WM 2016: Nailson de Sousa do Amaral • Thiago Barcellos • Tiago Claudio • Marcus Domingues • Wellington Novaes Alves Esteves • Emanuel Paulo S. Gusmão • Bruno Oliviera • Gil Vicente de Paes Pires • Diogo Silva Vieira • Pedro Witzbiki (TW)

- WG 2017: Bruno Carlos de Oliveira • Thiago Claudio • Gil Vicente Pires • Thiago de Oliveira Barcellos • Marcelo Tuller Moreira Machado • Diogo Silva Vieira • Pedro Witzbiki (TW) • Wellington Novaes Alves Esteves • Cristiano Seben Rossa (TW) • Nailson de Sousa do Amaral[7]

- PAM 2018: Kader derzeit nicht bekannt

- WM 2018:  Bruno Carlos de Oliveira • Thiago de Oliveira Barcellos • Pedro Witzbiki (TW) • Marcelo Tuller Moreira Machado • Joao Paulo Rego de Sousa • Diogo Silva Vieira • Thiago Claudio • Renan Carvalho • Wellington Novaes Alves Esteves • Gil Vicente de Paes Pires

- SABG 2019: Kader derzeit nicht bekannt

- SMAM 2019: Kader derzeit nicht bekannt

- WBG 2019: Matheus Victor Nascimento de Medeiros • Nailson de Sousa do Amaral • Bruno Carlos de Oliveira • Cristiano Seben Rossa (TW) • Gil Vicente de Paes Pires • Thiago de Oliveira Barcellos • Marcelo Tuller Moreira Machado • Diogo Silva Vieira • Wellington Novaes Alves Esteves • Joao Paulo Rego de Sousa

- SMAM 2022: Kader derzeit nicht bekannt

- WM 2022: Nailson de Sousa do Amaral • Renan Carvalho • Hugo Fernandes • Bruno Gomes Gama • Bruno Carlos de Oliveira • Thiago de Oliveira Barcellos • Gil Vicente de Paes Pires • Cristiano Seben Rossa (TW) • Andre Simoes • Marcelo Tuller Moreira Machado[8]

- WG 2022: Cristiano Seben Rossa (TW) • Andre Simoes • Renan Carvalho • Bruno Gomes Gama • Nailson de Sousa do Amaral • Bruno Carlos de Oliveira • Gil Vicente de Paes Pires • Thiago de Oliveira Barcellos • Marcelo Tuller Moreira Machado • Hugo Fernandes

## Trainer
| Cheftrainer - 1996: Leoni Nascimento - 2008–2019: Antônio Hermínio Guerra Peixe - 2022: Antônio Djandro Ricardo Nascimento | Co-Trainer - 2008: Paolo Roberto Martins - 2012–2018: Antônio Djandro Ricardo Nascimento - 2022: Jaime Souza Torres |